# Neisseria flava
Neisseria flava – komensalny takson Gram-ujemnej bakterii z rodzaju Neisseria. Bakteria ta tworzy dwoinki oraz fermentuje glukozę, maltozę i fruktozę. Jej kolonie mają jasnożółty kolor. Takson ten opisywany jest często jako biotyp gatunku Neisseria subflava, jednakowoż w niektórych publikacjach oraz w bazie NCBI ma on rangę gatunku. Opisane zostały przypadki stanów patologicznych wywołanych przez N. flava, takich jak zapalenie wsierdzia czy zapalenie opon mózgowo-rdzeniowych. 